# Mimomyia bernardi
Mimomyia bernardi är en tvåvingeart som först beskrevs av Doucet 1950.  Mimomyia bernardi ingår i släktet Mimomyia och familjen stickmyggor.
Artens utbredningsområde är Madagaskar. Inga underarter finns listade i Catalogue of Life.